# Тыпучикан
Тыпучикан — река в Якутии, левый приток Нюи. Длина реки — 106 км. Площадь водосборного бассейна — 1070 км².
Река берет начало на Приленском плато на востоке Среднесибирского плоскогорья в Ленском районе Якутии, на границе с Катангским районом Иркутской области, на высоте более 440 м над уровнем моря. Преимущественно течёт в южном и юго-восточном направлении. Берега поросли лиственнично-сосновой тайгой, участками заболочены. Впадает в Нюю по левому берегу на отметке ниже 322 м над уровнем моря, выше впадения Хамакы, в 660 км от устья Нюи. Ширина перед устьем — 20 м при глубине 0,5 м. 
Основные притоки — реки Барылас (правый) и Хайыр (левый).

## Данные водного реестра
По данным государственного водного реестра России и геоинформационной системы водохозяйственного районирования территории РФ, подготовленной Федеральным агентством водных ресурсов:
- Бассейновый округ — Ленский
- Речной бассейн — Лена
- Речной подбассейн — Лена между впадением Витима и Олёкмы
- Водохозяйственный участок — Нюя
- Код водного объекта — 18030300112117200002190